# Tirana, année zéro
Pour plus de détails, voir Fiche technique et Distribution.
Tirana, année zéro est une comédie franco-albanaise écrite et réalisée par Fatmir Koçi, sortie en 2001.

## Fiche technique
- Titre original :
- Titre français : Tirana, année zéro
- Réalisation : Fatmir Koçi
- Scénario : Fatmir Koçi, Enzo Brandner
- Photographie : Enzo Brandner
- Montage : Michel Klochendler Thomas Kühne
- Musique : Artem Denissov
- Pays d'origine :  Albanie,  France
- Langue originale : albanais
- Format : couleur
- Genre : comédie
- Durée : 89 minutes
- Dates de sortie :  Italie : 7 septembre 2001

## Distribution
- Nevin Meçaj : Niku
- Ermela Teli : Klara
- Raimonda Bulku : Marta
- Robert Ndrenika : Kujtim
- Bahar Mera : Xhafa
- Birçe Hasko : Besim
- Lars Rudolph (en) : Günter
- Juli Hajdini : Linda
- Nigda Dako : Dessi
- Vladimir Metani : Vladimir
- Artur Gorishti : Tare
- Monika Lubonja : Nedji
- Gëzim Rudi : Titi
- Fatos Sela : l'employé du gouvernement
- Jorida Meta : la femme tsigane
- Blegina Haskaj : la sœur de Klara
- Alfred Muçi : le beau-frère de Klara
- Ledio Topalli : le policier
- Muharrem Hoxha : le barbier
- Eridan Kellici : l'employé du gouvernement
- Laura Pelerins : Virginie